# Szabolcs Huszti
Szabolcs Huszti (Miskolc, 18 april 1983) is een Hongaars betaald voetballer die bij voorkeur als middenvelder speelt. Hij debuteerde op 25 april 2004 tegen Japan (3-2) in het Hongaars voetbalelftal, waarvoor hij in zijn eerste interland scoorde.

## Carrière
- 1997-2004: Ferencváros
- 2003-2004: MFC Sopron (op huurbasis)
- 2004-2005: Ferencváros
- 2005-2006: FC Metz
- 2006-2009: Hannover 96
- 2009-2012: FK Zenit Sint-Petersburg
- 2012-2014: Hannover 96
- 2014-2015: Changchun Yatai
- 2016-2017: Eintracht Frankfurt
- 2017-: Changchun Yatai

## Erelijst
Hannover 96
- Hongaarse Gouden Bal

2013